# ويليام إدوارد ويست
ويليام إدوارد ويست (بالإنجليزية: William Edward West)‏ هو رسام أمريكي، ولد في 1788، وتوفي في 1857.